# Il cielo è blu sopra le nuvole (singolo)
Il cielo è blu sopra le nuvole è un singolo dei Pooh uscito il 4 settembre 1992 il primo come anticipazione dell'album omonimo.

## Il singolo
Il singolo tratta 3 situazioni di difficoltà e di come non bisogna arrendersi alla prima difficoltà.
Il brano è stato scritto da Valerio Negrini e la musica da Roby Facchinetti.

## Formazione
- Roby Facchinetti - voce, pianoforte, tastiere
- Dodi Battaglia - voce, chitarra
- Stefano D'Orazio - voce, batteria, percussioni
- Red Canzian - voce, basso